# Stewart Hills
Die Stewart Hills umfassen mehrere Nunatakker und verschneite Hügel im westantarktischen Ellsworthland. Sie ragen 80 km nordöstlich des Ford-Massivs aus der ansonsten strukturlosen Ebene des Antarktischen Eisschilds auf.
Edward C. Thiel und John Campbell Craddock entdeckten sie am 13. Dezember 1959 bei einem Flug zu luftunterstützten geomagnetischen Messungen. Etwa zur selben Zeit wurden sie auch von einer Mannschaft, die im Rahmen des United States Antarctic Research Program zwischen 1958 und 1959 auf dem Landweg zu den Horlick Mountains unterwegs war. Thiel und Craddock benannten die Gruppe nach dem US-amerikanischen Geologen Duncan Stewart (1905–1969) vom Carleton College, der sich umfassend mit Gesteinen in Antarktika befasst und damit zum Verständnis zur erdgeschichtlichen Entwicklung dieses Kontinents beigetragen hatte.